# グザヴィエ・ボワスロ
ドミニク・フランソワ・グザヴィエ・ボワスロ（Dominique-François-Xavier Boisselot、1811年12月3日 - 1893年4月8日）は、フランスの作曲家、楽器製作者。  

## 生涯
ジャン＝ルイ・ボワスロの次男としてモンペリエに生まれ、1823年以降、一家が定住していたマルセイユで音楽の基礎を学んだ。1830年にパリに移り、音楽院に入学して和声の課程を修めた。フランソワ＝ジョゼフ・フェティスに対位法とフーガを、ジャン＝フランソワ・ル・スールに作曲を師事し、1833年10月17日に次女ルイーズ・ウジェニー・フェリシテ・レスール（1808-1884）と結婚する。同年10月8日にコンセルヴァトワールで上演されたカンタータ『ウェレダ』で、1834年に2位、1836年にローマ賞を受賞した。
音楽家としてのデビューは成功したものの、作曲家としてのキャリアは短命に終わった。ボワスロは、モンペリエとマルセイユで音楽出版社や楽器製造業を営んでいた父ジャン＝ルイ（1782-1847）の後継者である兄ルイ＝コンスタンタン（1809-1850）の死後、すでにマルセイユとバルセロナで家業の経営に携わっていた。1839年のパリ万国博覧会で銀メダル1個、1844年のフランス産業博覧会で金メダル1個、1851年のロンドン万国博覧会で再び銀メダル1個を受賞するなど、その功績は博覧会で多くの賞をもたらした。1855年に開催された万国博覧会では、フランスとスペインの最高峰に位置するグランドピアノの品質が認められ、一等賞を受賞した。
ボワスロは同年引退し、工場の経営をフランツ・ボワスロー（1845-1902）に引き継いだ。1867年、彼はマルセイユの音楽学校と音楽劇場の総監督に任命され、後にパリで亡くなった。